# Hársing Lajos
Hársing Lajos (Kisújszállás, 1925. július 4. – Budapest, 2000. április 16.) tanár, irodalmár, író, műfordító, szinkrondramaturg.

## Élete
Hársing Lajos 1925-ben született a Jász-Nagykun-Szolnok vármegyei Kisújszálláson. Egyetemi tanulmányait a Debreceni Tudományegyetem Bölcsészettudományi Karán végezte, ahol 1948-ban szerzett diplomát. Később doktori fokozatot szerzett.
1953-54-ben az esztergomi II. Rákóczi Ferenc Katonai Középiskola magyartanára volt. Igyekezett a tizenéves növendékek figyelmét, érdeklődését az irodalom felé irányítani, rendkívül hatásos előadásmódjával. Erre a célra egy kísérleti tananyagot is szerkesztett. Népszerűek játékos ismeretterjesztő munkái, kvízkönyvei.
Az ötvenes évektől haláláig 79 film magyar szövegét írta meg. Ezek közt olyan neves rendezők munkái is megtalálhatók, mint Jean-Luc Godard, Andrzej Wajda vagy Jean-Pierre Jeunet, de ő írta Louis de Funès sok filmjének magyar szövegét is.

## Emlékezete
Hársing Lajosnak, a szinkrondramaturgnak, műfordítónak, tanárnak, rejtvénykészítőnek és írónak, a pályatárs, Kaiser László a Dr. Hársing Lajos: Hivatása szinkrondramaturg című könyvében (Hungarovox, 2003, ISBN 9789639292642) állított emléket, amelyet Koditek Bernadett foglalt össze:
„Gimnáziumi tanárként saját maga szerkesztette kísérleti tananyagot tanított, és meghatározó egyénisége volt az 1978-ban bevezetett új irodalom-tantervnek. Műfordítóként mintegy száz színdarabot, jó néhány elbeszélést és regényeket fordított franciából. Több mint tíz saját rejtvénykönyve jelent meg, és számtalan irodalmi, nyelvi, játékos vetélkedőt vezetett a tévében és a rádióban. Részt vett számos lexikon és antológia összeállításában, írt verselemzéseket és tanulmányokat nagy magyar írókról, illetve a műfordítás és a szinkronfordítás elméleti és gyakorlati kérdéseiről. Életművének legmaradandóbb részét azonban minden valószínűség szerint az a több száz film alkotja, amelyeknek magyarra fordítása az ő nevéhez fűződik. A pályája csúcsaiként számon tartott, a legnagyobb szakmai kihívást jelentő, legtöbb nyelvi leleményt megkívánó Sok hűhó semmiért vagy a Cyrano de Bergerac a magyar szinkron klasszikusainak számítanak. Azok a filmek pedig, amelyekben munkája során a legtöbb örömét lelte, mint például a Magas szőke férfi, vagy a Funes-filmek, bravúros szójátékaikkal, zseniális humorukkal milliók kedvencei lettek. Hársing Lajos munkáját a szakma is nagyra értékelte. Utolérhetetlen munkatempóban rendszerint három nap alatt készült el egy másfél órás játékfilm szövegével. Évente mintegy negyven film került ki a keze alól a szöveg minden lehetséges szintjén megnyilvánuló igényesség és profizmus jegyeit viselve magán.”

## Munkássága

### Műfordításai
- Jean Poiret: Őrült nők ketrece
- Jules Verne: A világ ura
- Jules Verne: Sándor Mátyás
- Carelman: Képtelen tárgyak
- Az elsüllyedt világok – Főcímdal (A francia mesefilm magyar változatához, Előadja: Kováts Kriszta, Gergely Róbert, Victor Máté)
- Az elsüllyedt világok – Kalózok dala (A francia mesefilm magyar változatához)

### Dramaturgiai munkássága
- Tűz a vízen (r.: Jean-Daniel Verhaeghe)
- Szajna-parti szerelem (La Belle équipe, 1936, r.: Julien Duvivier)
- Az alvilág királya (Pépé le Moko, 1937 r.: Julien Duvivier)
- Állat az emberben (La bête humaine, 1938, r.: Jean Renoir)
- Mire megvirrad (Le jour se lève, 1939, r.: Marcel Carné)
- Megmentettem az életemet (Comme un cheveu sur la soupe, 1957, r.: Maurice Regamey, Pannónia Filmstúdió)
- Christine (Christine, 1958, r.: Pierre Gaspard-Huit, Magyar Televízió)
- Horgász a pácban (Ni vu, ni connu, 1958, r.: Yves Robert, 1979-ben, Pannónia Filmstúdió)
- A nagy családok (Les grandes familles, 1958, r.: Denys de La Patellière)
- Fehérnemű-hadművelet (Operation Petticoat, 1959, r.: Blake Edwards)
- Különös találkozás (Marie-Octobre, 1959, r.: Julien Duvivier)
- A tehén és a fogoly (La vache et le prisonnier, 1959, r.: Henri Verneuil, Pannónia Filmstúdió)
- A világ minden aranya (Tout l`or du monde, 1961, r.: René Clair, Pannónia Filmstúdió)
- Párbaj a szigeten (Le combat dans l`ile, 1962, r.: Alain Cavalier, Pannónia Filmstúdió)
- Alvilági melódia (Mélodie en sous-sol, 1963, r.: Henri Verneuil)
- A törvény balkeze (The Wrong Arm of the Law, 1963, r.: Cliff Owen, Pannónia Filmstúdió)
- Fantômas, 1964, r.: André Hunebelle, 1983-ban, Pannónia Filmstúdió)
- Fekete tulipán (La Tulipe Noire, 1964, r.: Christian-Jaque, Pannónia Filmstúdió)
- Húsz év után (Behold a Pale Horse, 1964, r.: Fred Zinnemann)
- A Saint Tropez-i csendőr (Le gendarme de St. Tropez, 1964, r.: Jean Girault, 1991-ben, Magyar Szinkron- és Videovállalat)
- Alphaville (Alphaville, une étrange aventure de Lemmy Caution, 1965, r.: Jean-Luc Godard, Pannónia Filmstúdió)
- Az aztékok kincse (Der Schatz der Azteken, 1965, r.: Robert Siodmak, 1972-ben)
- A csendőr New Yorkban (Le gendarme à New York, 1965, r.: Jean Girault, 1991-ben, Magyar Szinkron- és Videovállalat)
- Egy kínai viszontagságai Kínában (Les tribulations d’un chinois en Chine, 1965, r.: Philippe de Broca, Pannónia Filmstúdió)
- Én és a 40 éves férfiak (Moi et les hommes de 40 ans, 1965, r.: Jacques Pinoteau)
- A fajankó / Az ügyefogyott (Le corniaud, 1965, r.: Gérard Oury, Filmhatár Kft.)
- Fantomas visszatér (Fantômas se déchaîne, 1965, r.: André Hunebelle, Haroun Tazieff, 1984-ben, Pannónia Filmstúdió)
- Fantomas a Scotland Yard ellen (Fantômas contre Scotland Yard, 1967, r.: André Hunebelle, 1984-ben, Pannónia Filmstúdió)
- Lagardere lovag kalandjai (Lagardère, 1967, r.: Jean-Pierre Decourt, 1977-ben, Magyar Szinkron- és Videovállalat)
- A lóképű (The Big Mouth, 1967, r.: Jerry Lewis)
- A szamuráj (Le samouraï, 1967, r.: Jean-Pierre Melville, Pannónia Filmstúdió)
- Caroline, drágám (Caroline, 1968, r.: Denys de La Patellière)
- A csendőr nősül (Le gendarme se marie, 1968, r.: Jean Girault, 1991-ben, Magyar Szinkron- és Videovállalat)
- Heves jeges (Hibernatus, 1969, r.: Edouard Molinaro, 1990-ben, Magyar Szinkron- és Videovállalat)
- A medence (La piscine, 1969, r.: Jacques Deray)
- A csendőr nyugdíjban (Le gendarme en balade, 1970, r.: Jean Girault, 1991-ben, Magyar Szinkron- és Videovállalat)
- Esténként a kormoránok rikácsolnak a dzsunkák felett (Le cri du cormoran, le soir au-dessus des jonques, 1970, r.: Michel Audiard, Pannónia Filmstúdió)
- A hölgy nem iszik, nem dohányzik, nem flörtöl – csak fecseg (Elle boit pas, elle fume pas, elle drague pas, mais... elle cause!, 1970, r.: Michel Audiard, Pannónia Filmstúdió)
- Lányok pórázon (L`homme orchestre, 1970, r.: Serge Korber, Pannónia Filmstúdió)
- Felszarvazták őfelségét! (La folie des grandeurs, 1971, r.: Gérard Oury, Mafilm Audio Kft.)
- Mária, a skótok királynője (Mary, Queen of Scotts, 1971, r.: Charles Jarrott, Pannónia Filmstúdió)
- Eglantine (Églantine, 1972, r.: Jean-Claude Brialy)
- Magas szőke férfi felemás cipőben (Le grand blond avec une chaussure noire, 1972, r.: Yves Robert, 1974-ben, Pannónia Filmstúdió)
- Hová tűnt a 7. század? (Mais où est donc passée la septième compagnie?, 1973, r.: Robert Lamoureux, Pannónia Filmstúdió)
- Jákob rabbi kalandjai (Les aventures de Rabbi Jacob, 1973, r.: Gérard Oury, 1990-ben, Magyar Szinkron- és Videovállalat)
- Két férfi a városban (Deux hommes dans la ville, 1973, r.: José Giovanni)
- Lucien Leuwen (Lucien Leuwen, 1973, r.: Claude Autant-Lara, 1979-ben)
- Rejtelmes sziget (La isla misteriosa, 1973, r.: Juan Antonio Bardem, Henri Colpi, 1975-ben, Pannónia Filmstúdió)
- A magas szőke férfi visszatér (Le retour du grand blond, 1974, r.: Yves Robert)
- A hugenották kincse (Les Beaux messieurs de Bois-Doré, 1976, r.: Bernard Borderie, 1979-ben)
- Szárnyát vagy combját? (L’aile ou la cuisse, 1976, r.: Claude Zidi, Magyar Televízió)
- Egy gazember halála (Mort d’un pourri, 1977, r.: Georges Lautner, Magyar Televízió)
- A Tichborne-ügy (The Tichborne Affair, 1977, r.: Carl Schultz, 1979-ben)
- Az 51-es dosszié (Le dossier 51, 1978, r.: Michel Deville, 1979-ben, Pannónia Filmstúdió)
- Félénk vagyok, de hódítani akarok (Je suis timide… mais je me soigne, 1978, r.: Pierre Richard, 1979-ben, Pannónia Filmstúdió)
- A nyomorultak (Les miserables, 1978, r.: Glenn Jordan, 1985-ben, Pannónia Filmstúdió)
- A csendőr és a földönkívüliek (Le gendarme et les extra-terrestres, 1979, r.: Jean Girault, 1991-ben, Magyar Szinkron- és Videovállalat)
- Sándor Mátyás (Mathias Sandorf, 1979, r.: Jean-Pierre Decourt, 1979-ben, Pannónia Filmstúdió)
- Éretlenek (Les sous-doués, 1980, r.: Claude Zidi, 1982-ben, Pannónia Filmstúdió)
- Az esernyőtrükk (Le Coup du parapluie, 1980, r.: Gérard Oury, 1991-ben, Rex Film Kft., Magyar Televízió)
- A fösvény (L’avare, 1980, r.: Louis de Funès, Jean Girault, Provox, Hidivox Stúdió)
- Kedvesem, én válok (Liebling, ich lass’ mich scheiden!, 1980, r.: Imo Moszkowicz)
- Káposztaleves (La soupe aux choux, 1981, r.: Jean Girault, 1993-ban, Provox, Hidivox Stúdió)
- Ászok ásza (L’As des as, 1982, r.: Gérard Oury, Magyar Televízió)
- A csendőr és a csendőrlányok (Le gendarme et les gendarmettes, 1982, r.: Tony Aboyantz, Jean Girault, 1991-ben, Magyar Szinkron- és Videovállalat)
- Danton (Danton, 1982, r.: Andrzej Wajda, Videovox Stúdió)
- A fehér ruhás hölgy (Zhenshchina v belom, 1982, r.: Vadim Derbenyov, 1985-ben, Pannónia Filmstúdió)
- Vágyrajárók (Club de rencontres, 1987, r.: Michel Lang, Magyar Televízió)
- A magas szőke + két szőke (A gauche en sortant de l’ascenseur, 1988, r.: Edouard Molinaro,  Magyar Televízió)
- Ne ébreszd fel az alvó zsarut! (Ne réveillez pas un flic qui dort, 1988, r.: José Pinheiro, 1989-ben, Magyar Televízió)
- Cyrano de Bergerac (Cyrano de Bergerac, 1990, r.: Jean-Paul Rappeneau, 1991-ben)
- Delicatessen (Delicatessen, 1991, r.: Jean-Pierre Jeunet, Magyar Televízió)
- Hanta-palinta (Mon père, ce héros, 1991, r.: Gérard Lauzier, 1993-ban, Mikroszinkron)
- Minden reggel (Tous les matins du monde, 1991, r.: Alain Corneau, Mikroszinkron)
- Titkolt titkosügynök (La Totale!, 1991, r.: Claude Zidi)
- Sok hűhó semmiért (Much Ado About Nothing, 1993, r.: Kenneth Branagh, Mafilm Audio Kft.)
- Elveszett gyerekek városa (La cité des enfants perdus, 1995, r.: Jean-Pierre Jeunet, Mikroszinkron)
- Jean Poiret: Őrült nők ketrece (Karinthy Színház, 1997, Rendező: Karinthy Márton)
- Szomorú vasárnap (Gloomy Sunday – Ein Lied von Liebe und Tod, 1999, r.: Rolf Schübel, Mafilm Audio Kft.)

### Könyvei
- Irodalmi játékok (Tankönyvkiadó Vállalat, 1983, ISBN 9631777936)
- Agyköszörülde (Ifjúsági Lap- és Könyvkiadó Vállalat, 1987; Black&white, 2003, ISBN 963933085X)
- Játék-világ-irodalom (Tankönyvkiadó Vállalat, 1988; Szalay Kft., 1997, ISBN 9639080373)
- Tangram (Garabonciás Könyvkiadó Kisszövetkezet, 1988)
- Ismerd meg agyadat (Béta, 1990; Szalay Kft., 1999, ISBN 9639178365)
- Agyvizit (Magyar Könyvklub, 2001)
- Kvízpróba (Talentum Kft.)
- Nagy irodalmi tesztkönyv (Black&White Kiadó, 2002, ISBN 9639407011)

#### Társszerzőként
- A kiegyezés kora irodalmának középiskolai tanítása (Tankönyvkiadó, 1958)
- Irodalmi elemzések I. (Tankönyvkiadó, 1957)
- Irodalmi elemzések II. (Tankönyvkiadó, 1958)
- Iskolások második műsoroskönyve (Krónika Nova, 1999, ISBN 9639128392)
- Nagy magyar költők III. (Tankönyvkiadó, 1957)
- Versek és ünnepek (Kozmosz, 1967)